# Юрій
Юрій — чоловіче ім'я грецького походження, поширене серед українців, білорусів, росіян та грузинів. Є прямим відповідником грецького Георгій (грец. Γεωργός), що означає «хлібороб», «плугатар» і походить від давньогрецьких слів gē («земля») та ergon («робота»). Виникло через неможливість вимови в давноруській мові початкового м'якого звука [г][джерело?].
У побуті розповсюджені різноманітні скорочені та пестливі форми: Юра, Юрко, Юрчик, Юр, Юрась, Юрасько, Юрасик, Юрасенько, Юрасечко, Юраш, Юрашко, Юрієчко, Юрійко, Юрцьо, Юрусь, Юрок, Юрик. Іменини Юрія (Георгія) відзначають кілька разів на рік, але найбільш значущим вважається день ушанування святого Юрія Змієборця — день його пам'яті за церковним календарем відзначається 23 квітня. Також Юрія Поборника відзначається 29 жовтня.

## Форми
- Скорочено або пестливо: Юра, Юрко, Юрчик, Юрась, Юрасик, Юронька.
- По батькові: Юріївна, Юрійович.

- Староукраїнські: Жюрж (ст.-укр. Жюржь[3]).

## Іншомовні аналоги
- А — англ. George (Джордж)
- Б — болг. Георги
- В — вірм. Գևորգ
- Г — грец. Γιούρι
- Е — ісп. Jorge (Хо́рхе)
- І — італ. Giorgio (Джо́рджо)
- K — кат. Jordi (Джо́рді)
- Л —
  - лат. Georgius (Ґеорґіус)
  - латис. Juris (Юріс)
  - лит. Jurgis (Юрґіс)
- Н — нім. Georg (Ґе́орґ)
- П — пол. Jerzy (Єжи)
- Р — рос. Георгий, Юрий
- У — укр. Юрій, Георгій
- Ф — фр. Georges (Жорж)
- Ч — чеськ. Jiří (Їржі)

## Варіанти імені Юрій
- Юрій (значення)
- Георгій (значення)
- Джордж (значення)
- Джорджо (значення)
- Єжи (значення)
- Жорж (значення)